# Lepechinia speciosa
Lepechinia speciosa là một loài thực vật có hoa trong họ Hoa môi. Loài này được (A.St.-Hil. ex Benth.) Epling mô tả khoa học đầu tiên năm 1935.